# Élections constituantes de 1946 dans l'Aisne
Les élections constituantes françaises de 1946 se déroulent le 2 juin. 
- Scrutin : représentation proportionnelle suivant la règle de la plus forte moyenne dans le département, sans panachage.

Le vote préférentiel est admis. 
Il y a 586 sièges à pourvoir.
Dans le département de l'Aisne, six députés sont à élire.

## Élus
| Député sortant          |  | Parti | Député élu ou réélu        |  | Parti |
| ----------------------- |  | ----- | -------------------------- |  | ----- |
| Adrien Renard           |  | PCF   | Adrien Renard              |  | PCF   |
| René Thuillier          |  | PCF   | René Thuillier             |  | PCF   |
| Jean Pierre-Bloch       |  | SFIO  | Paulette Charbonnel-Duteil |  | PCF   |
| Élie Bloncourt          |  | SFIO  | Marcel Levindrey           |  | SFIO  |
| Marie-Hélène Lefaucheux |  | MRP   | Henri Hulin                |  | MRP   |
| Charles Desjardins      |  | PRL   | Charles Desjardins         |  | PRL   |

## Candidats
Cin listes s'opposent durant cette élection : 
- la liste communiste et d'union républicaine et résistante pour le PCF, menée par Adrien Renard, député sortant ;
- la liste du parti socialiste pour la SFIO, menée par Marcel Levindrey, député sortant, président du conseil général de l'Aisne et maire de Laon ;
- la liste de rassemblement des gauches républicaines pour le RGR, menée par Georges Monnet, ancien ministre ;
- la liste du mouvement républicain populaire pour le MRP, menée par Henri Hulin ;
- la liste du parti républicain de la liberté pour le PRL, menée par Charles Desjardins, député sortant et ancien sénateur.

### Parti communiste français
| N° | Candidats | Candidats                  | Parti | Principales fonctions                        |
| -- | --------- | -------------------------- | ----- | -------------------------------------------- |
| 01 |           | Adrien Renard              | PCF   | Député sortant, ouvrier textile              |
| 02 |           | René Thuillier             | PCF   | Député sortant, employé de commerce          |
| 03 |           | Paulette Charbonnel-Duteil | PCF   | Maire-adjointe de Condé-en-Brie, professeure |
| 04 |           | Raoul Sauer                | PCF   | Conseiller général de Guise, douanier        |
| 05 |           | Emile Gente                | PCF   | Employé de chemin de fer                     |
| 06 |           | Paul Doloy                 | PCF   | Ajusteur à la SNCF                           |

### Section française de l'Internationale ouvrière
| N° | Candidats | Candidats        | Parti | Principales fonctions                                                                                      |
| -- | --------- | ---------------- | ----- | --- |
| 01 |           | Marcel Levindrey | SFIO  | Député sortant, président du conseil général de l'Aisne, maire de Laon, inspecteur des Assurances sociales |
| 02 |           | Marcel Bugain    | SFIO  | Ancien député, directeur d'école                                                                           |
| 03 |           | Raymond Fischer  | SFIO  | Vice-président du conseil général de l'Aisne, architecte                                                   |
| 04 |           | Elisa Grandvalet | SFIO  | Directrice d'école                                                                                         |
| 05 |           | Marcel Bonneau   | SFIO  | Conseiller général de Vic-sur-Aisne, pharmacien                                                            |
| 06 |           | Léon Droussent   | SFIO  | Conseiller général de Coucy-le-Château-Auffrique, maire de Coucy-le-Château-Auffrique, instituteur         |

### Mouvement républicain populaire
| N° | Candidats | Candidats       | Parti | Principales fonctions |
| -- | --------- | --------------- | ----- | --------------------- |
| 01 |           | Henri Hulin     | MRP   | Employé SNCF          |
| 02 |           | Pierre Choquart | MRP   | Professeur            |
| 03 |           | François Leroux | MRP   |                       |
| 04 |           | Raymonde Cardot | MRP   |                       |
| 05 |           | Marcel Maillard | MRP   |                       |
| 06 |           | Roger Callay    | MRP   | Médecin               |

## Résultats

### Résultats à l'échelle du département
| Parti          | Parti          | Tête de liste      | Résultats | Résultats | Résultats |
| Parti          | Parti          | Tête de liste      | Voix      | %         | Sièges    |
| -------------- | -------------- | ------------------ | --------- | --------- | --------- |
|                | PCF            | Adrien Renard      | 79 668    | 35.82     | 3         |
|                | SFIO           | Marcel Levindrey   | 47 520    | 21.36     | 1         |
|                | MRP            | Henri Hulin        | 45 336    | 20.38     | 1         |
|                | PRL            | Charles Desjardins | 28 396    | 12.58     | 1         |
|                | RGR            | Georges Monnet     | 21 506    | 9.67      | 0         |
|                |                |                    |           |           |           |
| Inscrits       | Inscrits       | Inscrits           | 268 819   | 100,00    |           |
| Abstentions    | Abstentions    | Abstentions        | 43 081    | 16,03     |           |
| Votants        | Votants        | Votants            | 225 738   | 83,97     |           |
| Blancs et nuls | Blancs et nuls | Blancs et nuls     | 3 312     | 1,47      |           |
| Exprimés       | Exprimés       | Exprimés           | 222 426   | 98,53     |           |